# Oravské Veselé
Oravské Veselé je obec na Slovensku v okrese Námestovo na úpatí Oravských Beskyd.

## Historie
První známá písemná zmínka o obci pochází z roku 1629. V obci je barokní římskokatolický kostel svaté Alžběty z 19. století.

## Geografie
Obec se nachází v nadmořské výšce 755 metrů a rozkládá se na ploše 41,21 km². K 31. prosinci roku 2017 žilo v obci 2 931 obyvatel.

## Osobnosti
- Ján Janovjak (1893 - 1977), pedagog
- Milan Jablonský, herec